# 浮丘石

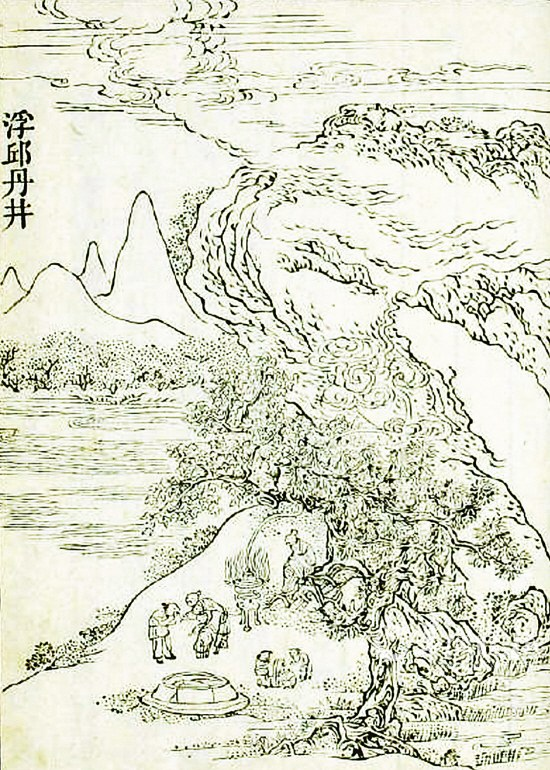
清朝乾隆年間的「浮邱丹井」木刻畫。

浮丘石，又叫浮丘山、浮丘島，是广州一个已消失的石质小岛，曾与海珠石、海印石并称为羊城三石。据地理学家曾昭璇考证，浮丘石故址大概在今广州西门口瓮城遗址往西约250米处，现为中山七路的一段路基。

## 历史
浮丘石本是古时广州珠江中一块礁石，因远看像浮于江面的小丘，而得名“浮丘”。又说系浮丘丈人得道之所，故名。上有天然泉眼，相传晋朝葛洪在此炼丹，有南海神从井中出，赠送一株珊瑚与他，故有“浮丘丹井”之称，更为清代“羊城八景”之一。
在唐代前，浮丘石四面环水，为船舶停靠之地。唐末，浮丘石一带已基本淤积成陆，与岸相连，浮丘石亦被称为浮丘山。北宋神宗年间，广州经略使蒋之奇在浮丘石上斥资建朱明馆，馆中有挹袖轩、白云堂，称“其为神仙之窟无疑矣”，又建玳瑁亭、挹袖亭，“楼观松篁，参差掩映”，成为广州城西的游览胜地。元至元年间重修，后被毁。
明万历年间，翰林院侍读学士赵志皋贬为广东副使后，重建朱明馆，馆中有浮丘公和葛洪二仙祠，根据浮丘公与王子晋吹笙得仙的传说建造了紫烟楼，楼左面建吹笙亭、大雅堂，楼右面建听笙亭，又建晚沐轩、挹袖轩等，后建留舄亭，辟后乐园，在此“开浮丘大社，与粤中士大夫赋诗”，成为文人雅士吟詠之处。其后，广东税监李凤又在浮丘石上建道观“广仁观”，后被改建为浮丘寺。
清雍正年间，据《古今图书集成·广州府部》记载，“浮丘八景”（紫烟楼、晚沐堂、珊瑚井、大雅堂、留舄亭、朱明馆、挹袖轩、听笙亭）大多不复存在，“仙灵窟宅、风雅遗踪，一朝俱尽，良可深惜”。
民初时期，广州筑路扩城，浮丘石被凿低或凿平，成为今中山七路东段的一段斜坡，1998年中山七路扩建，将斜坡填高，浮丘山遗迹已消失殆尽。
1982年，流花湖公园兴建湖心小岛，取“浮丘石”之名，命名为“浮丘”。